# Death Before Dishonor XVIII
Death Before Dishonor XVIII fue la decimoctava edición del Death Before Dishonor, un evento de pago por visión de lucha libre profesional producido por Ring of Honor. Tuvo lugar el 12 de septiembre de 2021 desde el 2300 Arena en Philadelphia, Pennsylvania. Originalmente, se suponía que el programa emanaba del RP Funding Center en Lakeland, Florida, pero debido a un aumento de contagios por COVID-19, la ubicación se ha cambiado dicho lugar.

## Producción
En Best in the World, se anunció que Death Before Dishonor VIII volvería al pago por evento en el mes de septiembre, y el sitio web de ROH confirmó la fecha como el 12 de septiembre.

## Antecedentes
Una característica clave del evento serán las finales del torneo del Campeonato Mundial Femenino de ROH. El torneo fue anunciado por la miembro de la Junta Directiva de ROH, Maria Kanellis-Bennett, en ROH 19th Anniversary Show, mientras que los corchetes y el cinturón del título fueron revelados en Best in the World, donde el ex locutor del ring de ROH, Lenny Leonard, fue revelado como el comentarista especial del evento. torneo en las próximas semanas. El torneo comenzará el 31 de julio en la edición de Ring of Honor Wrestling.
El 10 de agosto en ROH Week By Week, se anunció que el principal contendiente del Campeonato Puro de ROH, Josh Woods, competiría por el título en Death Before Dishonor. Se enfrentará al ganador de la lucha por el dicho título en Glory By Honor XVIII entre Jonathan Gresham de The Foundation y Rhett Titus. En Glory By Honor, Gresham derrotó a Titus y ahora se enfrentará a los bosques en Death Before Dishonor.

## Resultados
- Death Before Dishonor Hour One: Alex Zayne ganó el Honor Rumble y una oportunidad por el Campeonato Mundial de ROH.
  - Zayne eliminó finalmente a PJ Black, ganando la lucha.
  - Los otros participantes fueron: Beer City Bruiser, PJ Black, Dak Draper, Rey Horus, Brian Johnson, Joey Keys, Brian Milonas, Sledge, Silas Young, Danhausen, Caprice Coleman, PCO, Dante Caballero, Flip Gordon y World Famous CB.
- Dalton Castle derrotó a Eli Isom.
  - Castle cubrió a Isom después de un «Bang-A-Rang».
- Tyler Rust derrotó a Jake Atlas.
  - Rust forzó a Atlas a rendirse con un «Gaia Lock».
- Violence Unlimited (Homicide, Chris Dickinson & Tony Deppen) derrotaron a John Walters, LSG y Lee Moriarty.
  - Dickinson cubrió a Moriarty después de un «Death Valley Driver».
- The OGK (Matt Taven & Mike Bennett) derrotaron a The Briscoes (Jay Briscoe & Mark Briscoe).
  - Taven cubrió a Jay después de un «Inside Cradle».
- Josh Woods derrotó a Jonathan Gresham en un Pure Rules Match y ganó el Campeonato Puro de ROH.
  - Woods cubrió a Gresham después de un «Ground Hard Suplex».
- Shane Taylor Promotions (Jasper Kaun, Moses Maddox & O'Shay Edwards) derrotaron a  La Facción Ingobernable (Dragon Lee, Kenny King & La Bestia del Ring) y retuvieron el Campeonato Mundial en Parejas de Seis-Hombres de ROH.
  - Maddox cubrió a King después que Taylor lo atacara con una silla.
  - Antes de la lucha, King atacó a Taylor, siendo reemplazado por Edwards, regresando más tarde a la lucha.
- Rok-C derrotó a Miranda Alize y ganó el Campeonato Mundial Femenino de ROH.
  - Rok-C cubrió a Alize después de un «Code Rok».
- Bandido derrotó a Brody King, Demonic Flamita y EC3 y retuvo el Campeonato Mundial de ROH.
  - Bandido cubrió a King después de un «La Magistral».

### Torneo por el inaugural Campeonato Mundial Femenino de ROH
|  | Primera ronda                                                                        | Primera ronda                                                                        | Primera ronda                                                                        |               |                 | Cuartos de final                        | Cuartos de final                        | Cuartos de final                        |  |               | Semifinales                           | Semifinales                           | Semifinales                           |       |       | Final                                                | Final                                                | Final                                                |  |
|  | ROH Wrestling 30 de julio de 2021 ROH Women's Division Wednesday 4 de agosto de 2021 | ROH Wrestling 30 de julio de 2021 ROH Women's Division Wednesday 4 de agosto de 2021 | ROH Wrestling 30 de julio de 2021 ROH Women's Division Wednesday 4 de agosto de 2021 |               |                 | ROH Wrestling 21 y 28 de agosto de 2021 | ROH Wrestling 21 y 28 de agosto de 2021 | ROH Wrestling 21 y 28 de agosto de 2021 |  |               | ROH Wrestling 4 de septiembre de 2021 | ROH Wrestling 4 de septiembre de 2021 | ROH Wrestling 4 de septiembre de 2021 |       |       | Death Before Dishonor XVIII 12 de septiembre de 2021 | Death Before Dishonor XVIII 12 de septiembre de 2021 | Death Before Dishonor XVIII 12 de septiembre de 2021 |  |
|  |                                                                                      |                                                                                      |                                                                                      |               |                 |                                         |                                         |                                         |  |               |                                       |                                       |                                       |       |       |                                                      |                                                      |                                                      |  |
|  |                                                                                      |                                                                                      |                                                                                      |               |                 |                                         |                                         |                                         |  |               |                                       |                                       |                                       |       |       |                                                      |                                                      |                                                      |  |
|  | 1                                                                                    | Rok-C                                                                                | Pin                                                                                  |               |                 |                                         |                                         |                                         |  |               |                                       |                                       |                                       |       |       |                                                      |                                                      |                                                      |  |
|  | 1                                                                                    | Rok-C                                                                                | Pin                                                                                  |               |                 |                                         |                                         |                                         |  |               |                                       |                                       |                                       |       |       |                                                      |                                                      |                                                      |  |
|  | 16                                                                                   | Sumie Sakai                                                                          | 9:36                                                                                 |               |                 |                                         |                                         |                                         |  |               |                                       |                                       |                                       |       |       |                                                      |                                                      |                                                      |  |
|  | 16                                                                                   | Sumie Sakai                                                                          | 9:36                                                                                 |               | Rok-C           | Rok-C                                   | 10:14                                   |                                         |  |               |                                       |                                       |                                       |       |       |                                                      |                                                      |                                                      |  |
|  |                                                                                      |                                                                                      |                                                                                      |               | Rok-C           | Rok-C                                   | 10:14                                   |                                         |  |               |                                       |                                       |                                       |       |       |                                                      |                                                      |                                                      |  |
|  |                                                                                      |                                                                                      | Quinn McKay                                                                          | Quinn McKay   | Pin             |                                         |                                         |                                         |  |               |                                       |                                       |                                       |       |       |                                                      |                                                      |                                                      |  |
|  | 9                                                                                    | Mandy Leon                                                                           | Quinn McKay                                                                          | Quinn McKay   | Pin             | 7:12                                    |                                         |                                         |  |               |                                       |                                       |                                       |       |       |                                                      |                                                      |                                                      |  |
|  | 9                                                                                    | Mandy Leon                                                                           |                                                                                      |               |                 |                                         |                                         |                                         |  |               |                                       |                                       |                                       |       |       |                                                      |                                                      |                                                      |  |
|  | 8                                                                                    | Quinn McKay                                                                          | Pin                                                                                  |               |                 |                                         |                                         |                                         |  |               |                                       |                                       |                                       |       |       |                                                      |                                                      |                                                      |  |
|  | 8                                                                                    | Quinn McKay                                                                          | Pin                                                                                  |               |                 |                                         |                                         |                                         |  | Rok-C         | Rok-C                                 | Sub                                   |                                       |       |       |                                                      |                                                      |                                                      |  |
|  |                                                                                      |                                                                                      |                                                                                      |               |                 |                                         |                                         |                                         |  | Rok-C         | Rok-C                                 | Sub                                   |                                       |       |       |                                                      |                                                      |                                                      |  |
|  |                                                                                      |                                                                                      | Angelina Love                                                                        | Angelina Love | 6:44            |                                         |                                         |                                         |  |               |                                       |                                       |                                       |       |       |                                                      |                                                      |                                                      |  |
|  | 5                                                                                    | Holidead                                                                             | Angelina Love                                                                        | Angelina Love | 6:44            | 9:18                                    |                                         |                                         |  |               |                                       |                                       |                                       |       |       |                                                      |                                                      |                                                      |  |
|  | 5                                                                                    | Holidead                                                                             |                                                                                      |               |                 |                                         |                                         |                                         |  |               |                                       |                                       |                                       |       |       |                                                      |                                                      |                                                      |  |
|  | 12                                                                                   | Max the Impaler                                                                      | Pin                                                                                  |               |                 |                                         |                                         |                                         |  |               |                                       |                                       |                                       |       |       |                                                      |                                                      |                                                      |  |
|  | 12                                                                                   | Max the Impaler                                                                      | Pin                                                                                  |               | Max the Impaler | Max the Impaler                         | 5:53                                    |                                         |  |               |                                       |                                       |                                       |       |       |                                                      |                                                      |                                                      |  |
|  |                                                                                      |                                                                                      |                                                                                      |               | Max the Impaler | Max the Impaler                         | 5:53                                    |                                         |  |               |                                       |                                       |                                       |       |       |                                                      |                                                      |                                                      |  |
|  |                                                                                      |                                                                                      | Angelina Love                                                                        | Angelina Love | DQ              |                                         |                                         |                                         |  |               |                                       |                                       |                                       |       |       |                                                      |                                                      |                                                      |  |
|  | 13                                                                                   | Angelina Love                                                                        | Angelina Love                                                                        | Angelina Love | DQ              | Bye                                     |                                         |                                         |  |               |                                       |                                       |                                       |       |       |                                                      |                                                      |                                                      |  |
|  | 13                                                                                   | Angelina Love                                                                        |                                                                                      |               |                 |                                         |                                         |                                         |  |               |                                       |                                       |                                       |       |       |                                                      |                                                      |                                                      |  |
|  | 4                                                                                    | –                                                                                    |                                                                                      |               |                 |                                         |                                         |                                         |  |               |                                       |                                       |                                       |       |       |                                                      |                                                      |                                                      |  |
|  | 4                                                                                    | –                                                                                    |                                                                                      |               |                 |                                         |                                         |                                         |  |               |                                       |                                       |                                       | Rok-C | Rok-C | Pin                                                  |                                                      |                                                      |  |
|  |                                                                                      |                                                                                      |                                                                                      |               |                 |                                         |                                         |                                         |  |               |                                       |                                       |                                       | Rok-C | Rok-C | Pin                                                  |                                                      |                                                      |  |
|  |                                                                                      |                                                                                      | Miranda Alize                                                                        |               |                 |                                         |                                         |                                         |  |               |                                       |                                       |                                       |       |       |                                                      |                                                      |                                                      |  |
|  | 3                                                                                    | Alex Gracia                                                                          | 8:43                                                                                 |               |                 |                                         |                                         |                                         |  |               |                                       |                                       |                                       |       |       |                                                      |                                                      |                                                      |  |
|  | 3                                                                                    | Alex Gracia                                                                          | 8:43                                                                                 |               |                 |                                         |                                         |                                         |  |               |                                       |                                       |                                       |       |       |                                                      |                                                      |                                                      |  |
|  | 14                                                                                   | Miranda Alize                                                                        | Pin                                                                                  |               |                 |                                         |                                         |                                         |  |               |                                       |                                       |                                       |       |       |                                                      |                                                      |                                                      |  |
|  | 14                                                                                   | Miranda Alize                                                                        | Pin                                                                                  |               | Miranda Alize   | Miranda Alize                           | Pin                                     |                                         |  |               |                                       |                                       |                                       |       |       |                                                      |                                                      |                                                      |  |
|  |                                                                                      |                                                                                      |                                                                                      |               | Miranda Alize   | Miranda Alize                           | Pin                                     |                                         |  |               |                                       |                                       |                                       |       |       |                                                      |                                                      |                                                      |  |
|  |                                                                                      |                                                                                      | Nicole Savoy                                                                         | Nicole Savoy  | 13:04           |                                         |                                         |                                         |  |               |                                       |                                       |                                       |       |       |                                                      |                                                      |                                                      |  |
|  | 11                                                                                   | Mazzerati                                                                            | Nicole Savoy                                                                         | Nicole Savoy  | 13:04           | 8:45                                    |                                         |                                         |  |               |                                       |                                       |                                       |       |       |                                                      |                                                      |                                                      |  |
|  | 11                                                                                   | Mazzerati                                                                            |                                                                                      |               |                 |                                         |                                         |                                         |  |               |                                       |                                       |                                       |       |       |                                                      |                                                      |                                                      |  |
|  | 6                                                                                    | Nicole Savoy                                                                         | Pin                                                                                  |               |                 |                                         |                                         |                                         |  |               |                                       |                                       |                                       |       |       |                                                      |                                                      |                                                      |  |
|  | 6                                                                                    | Nicole Savoy                                                                         | Pin                                                                                  |               |                 |                                         |                                         |                                         |  | Miranda Alize | Miranda Alize                         | Sub                                   |                                       |       |       |                                                      |                                                      |                                                      |  |
|  |                                                                                      |                                                                                      |                                                                                      |               |                 |                                         |                                         |                                         |  | Miranda Alize | Miranda Alize                         | Sub                                   |                                       |       |       |                                                      |                                                      |                                                      |  |
|  |                                                                                      |                                                                                      | Trish Adora                                                                          | Trish Adora   | 12:16           |                                         |                                         |                                         |  |               |                                       |                                       |                                       |       |       |                                                      |                                                      |                                                      |  |
|  | 7                                                                                    | Willow Nightingale                                                                   | Trish Adora                                                                          | Trish Adora   | 12:16           | 11:30                                   |                                         |                                         |  |               |                                       |                                       |                                       |       |       |                                                      |                                                      |                                                      |  |
|  | 7                                                                                    | Willow Nightingale                                                                   |                                                                                      |               |                 |                                         |                                         |                                         |  |               |                                       |                                       |                                       |       |       |                                                      |                                                      |                                                      |  |
|  | 10                                                                                   | Allysin Kay                                                                          | Sub                                                                                  |               |                 |                                         |                                         |                                         |  |               |                                       |                                       |                                       |       |       |                                                      |                                                      |                                                      |  |
|  | 10                                                                                   | Allysin Kay                                                                          | Sub                                                                                  |               | Allysin Kay     | Allysin Kay                             | 13:50                                   |                                         |  |               |                                       |                                       |                                       |       |       |                                                      |                                                      |                                                      |  |
|  |                                                                                      |                                                                                      |                                                                                      |               | Allysin Kay     | Allysin Kay                             | 13:50                                   |                                         |  |               |                                       |                                       |                                       |       |       |                                                      |                                                      |                                                      |  |
|  |                                                                                      |                                                                                      | Trish Adora                                                                          | Trish Adora   | Pin             |                                         |                                         |                                         |  |               |                                       |                                       |                                       |       |       |                                                      |                                                      |                                                      |  |
|  | 15                                                                                   | Marti Belle                                                                          | Trish Adora                                                                          | Trish Adora   | Pin             | 7:13                                    |                                         |                                         |  |               |                                       |                                       |                                       |       |       |                                                      |                                                      |                                                      |  |
|  | 15                                                                                   | Marti Belle                                                                          |                                                                                      |               |                 |                                         |                                         |                                         |  |               |                                       |                                       |                                       |       |       |                                                      |                                                      |                                                      |  |
|  | 2                                                                                    | Trish Adora                                                                          | Sub                                                                                  |               |                 |                                         |                                         |                                         |  |               |                                       |                                       |                                       |       |       |                                                      |                                                      |                                                      |  |
|  | 2                                                                                    | Trish Adora                                                                          | Sub                                                                                  |               |                 |                                         |                                         |                                         |  |               |                                       |                                       |                                       |       |       |                                                      |                                                      |                                                      |  |
|  |                                                                                      |                                                                                      |                                                                                      |               |                 |                                         |                                         |                                         |  |               |                                       |                                       |                                       |       |       |                                                      |                                                      |                                                      |  |